# Geisenhain
Geisenhain település Németországban, azon belül Türingiában. Lakosainak száma 194 fő (2023. december 31.).

## Népesség
A település népességének változása:
| Lakosok száma | 158  | 179  | 193  | 197  | 194  |
|               | 2017 | 2019 | 2021 | 2022 | 2023 |